# Jaroš z Pušperka
Jaroš z Pušperka (též uváděn jako Jaroš ze Slivna a Poděhus, okolo 1210 – 24. nebo 26. února 1272) byl český šlechtic, politik a válečník z rodu pánů ze Slivna, téměř celoživotně působící na dvoře českých králů Václava I. a Přemysla Otakara II. Účastnil se králových bojů patrně v bitvě u Olomouce,[zdroj⁠?!] jistě pak v bitvě u Kressenbrunnu. Zastával také úřad purkrabího Pražského hradu, posléze pak na hradech Loket a Cheb.

## Životopis
Jaroš pocházel ze starého českého šlechtického rodu pánů ze Slivna, odvozující svůj původ od vsi Dolní Slivno ve středočeském Pojizeří. Narodil se patrně na rodové tvrzi. Byl synem Alberta ze Slivna.

### Kariéra

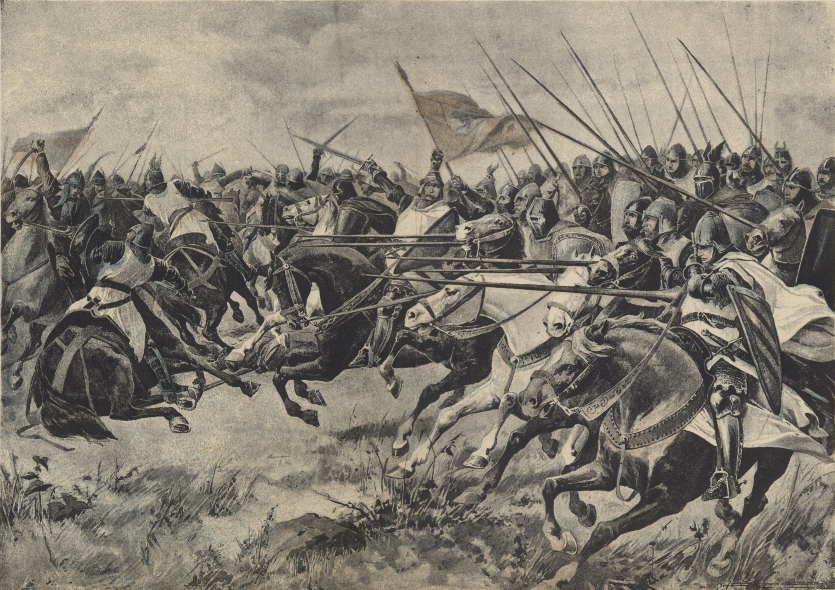
Věnceslav Černý: Čeští železní páni v bitvě u Kressenbrunnu (Jaroš znázorněn veprostřed)

Poprvé je uváděn roku 1237 jako majitel vsi Poděhusy (Poďousy) nedaleko Zásmuk v Polabí. Uvádí se jako dvořan krále Václava I., v letech 1239 až 1248 je uváděn jako nejvyšší královský číšník, následně po vypuknutí sporu mezi ním a jeho synem stál na straně kralevice Přemysla Otakara II. Velmi pravděpodobně se podílel na bitvě u Olomouce roku 1253, kde se česká vojska střetla s uherským a kumánským vojskem.[zdroj⁠?!]  Téhož roku získal úřad nejvyššího purkrabího Pražského hradu, který vykonával až do roku 1264. Rovněž je připomínána jeho zásadní úloha v bitvě u Kressenbrunu, kde vedl Přemyslovu těžkou jízdu (tzv. železní páni) a dopomohl tak k porážce vojsk králova bratrance, uherského krále Bély IV.
Roku 1264 se stal purkrabím na Lokti a v době, kdy Přemysl Otakar II. kontroloval Chebsko, od roku 1267 purkrabím Chebu. Po získání hradu Pušperk na Klatovsku používal přídomek z Pušperka. Předpokládá se, že právě on hrad okolo roku 1260 založil, neboť v souvislosti s ním existuje první písemná zmínka o hradu, který pojmenoval Fuchsberg, podle svého erbu, ve kterém měl lišku. Těsně pod hradem vedla starodávná zemská silnice z Klatov přes Poleň k Horšovskému Týnu, která spojovala české země s Bavorskem. Poslední zmínkou z Jarošova života je jeho podpis na dokumentu tzv. Prešpurského míru mezi Přemyslem Otakarem II. a Štěpánem Uherským z 2. července 1271.

### Úmrtí
Jaroš z Pušperka zemřel 24. nebo 26. února 1272, ve věku přibližně šedesáti let. Byl pohřben v Anenském klášteře na Starém městě v Praze.

### Rodina
Se svou manželkou manželkou Kateřinou měli několik dětí, včetně syna Alberta ze Slivna a Poděhus.